# La vita immortale di Henrietta Lacks
La vita immortale di Henrietta Lacks (The Immortal Life of Henrietta Lacks) è un film per la televisione diretto da George C. Wolfe.
Il film è un adattamento cinematografico dell'omonimo libro di Rebecca Skloot.

## Trama
Maryland, Anni 1950. Ad Henrietta Lacks viene diagnosticato un cancro cervicale e le sue cellule tumorali (in seguito note come HeLa) cambieranno il corso del trattamento del cancro.

## Produzione
Il film è stato annunciato il 2 maggio 2016, con Alan Ball e Oprah Winfrey designati come produttori esecutivi. La regia sarebbe stata affidata a George C. Wolfe, mentre Winfrey avrebbe interpretato il ruolo di Deborah, figlia di Lacks.
Nel mese di luglio, Rose Byrne è stata scelta per interpretare Rebecca Skloot, l'autrice del libro su Henrietta, che stringe un'amicizia con Deborah nel corso della sua indagine sulla vita della madre; mentre Renée Elise Goldsberry ha assunto il ruolo protagonista, interpretando la figura di Henrietta Lacks.
Il cast di supporto si è completato nell'agosto 2016 con l'inserimento di attori come Courtney B. Vance, Ruben Santiago-Hudson, Reg E. Cathey e Leslie Uggams.
Dopo alcune settimane di riprese ad Atlanta, le riprese principali di The Immortal Life of Henrietta Lacks hanno avuto inizio a Baltimora nel settembre 2016. Inoltre, due dei figli di Henrietta Lacks, Zakariyya e Sonny, hanno collaborato come consulenti per il film.

## Accoglienza
Su Rotten Tomatoes il film ha un indice di gradimento del 69%, basato su 35 recensioni, con una valutazione media di 6,5/10. Su Metacritic il film ha un punteggio di 64 su 100, basato su 22 critici, che indica "recensioni generalmente favorevoli".

## Riconoscimenti
- 2017 – Premi Emmy
  - Candidatura per il migliore film per la televisione